# Schizochilus
Schizochilus là một chi thực vật có hoa trong họ, Orchidaceae.